# Municipio de Iola
El municipio de Iola (en inglés: Iola Township) es un municipio ubicado en el condado de Allen en el estado estadounidense de Kansas. En el año 2010 tenía una población de 830 habitantes y una densidad poblacional de 7,37 personas por km².

## Geografía
El municipio de Iola se encuentra ubicado en las coordenadas 37°54′4″N 95°27′15″O / 37.90111, -95.45417. Según la Oficina del Censo de los Estados Unidos, el municipio tiene una superficie total de 112.65 km², de la cual 110,65 km² corresponden a tierra firme y (1.78 %) 2 km² es agua.

## Demografía
Según el censo de 2010, había 830 personas residiendo en el municipio de Iola. La densidad de población era de 7,37 hab./km². De los 830 habitantes, el municipio de Iola estaba compuesto por el 91,33 % blancos, el 0,84 % eran afroamericanos, el 0,36 % eran amerindios, el 1,81 % eran asiáticos, el 1,45 % eran de otras razas y el 4,22 % eran de una mezcla de razas. Del total de la población el 2,89 % eran hispanos o latinos de cualquier raza.